# La Petite Fille en velours bleu
Pour plus de détails, voir Fiche technique et Distribution.
La Petite Fille en velours bleu est un film français réalisé par Alan Bridges et sorti en 1978.

## Synopsis
En 1940, un chirurgien viennois vit sur la côte d'Azur en attendant de pouvoir se rendre en Angleterre. Il opère clandestinement dans la clinique d'un ami qui l'héberge. Il tombe amoureux de Laura, la fille de Francesca qui a fui l'Italie avec son amant.

## Fiche technique
Sauf indication contraire, les informations mentionnées dans cette section peuvent être confirmées par la base de données cinématographiques Unifrance,  présente dans la section « Liens externes ».
- Titre original : La Petite Fille en velours bleu
- Réalisation : Alan Bridges
- Scénario : Alan Bridges
- Dialogues : Christian Watton
- Photographie : Ousama Rawi
- Musique : Georges Delerue
- Montage : Marie-Sophie Dubus
- Sociétés de production : Columbia Films, Orphée Arts
- Pays de production :  France
- Langue de tournage : français
- Format : couleur (Eastmancolor) - 1,66:1 - Son mono - 35 mm
- Durée : 108 minutes
- Genre : drame
- Date de sortie : 
  - France : 23 août 1978

## Distribution
- Michel Piccoli : Conrad Brukner
- Claudia Cardinale : Francesca Modigliani
- Lara Wendel : Laura
- Umberto Orsini : Fabrizzio Conti
- Denholm Elliott : Mike
- Marius Goring : Raimondo Casarès
- Alexandra Stewart : Théo Casarès
- Bernard Fresson : Professeur Lherbier
- Angharad Rees : Macha
- Christopher Cazenove : Baby
- Vernon Dobtcheff : Lamberti
- David Markham : le consul